# Life in Tokyo
Singles de Japan
Deviation
(1979) Quiet Life
(1979)
Singles par Japan
The Art of Parties
(1981) Quiet Life
(1981)
Singles par Japan
I Second That Emotion
(1982) Nightporter
(1982)
Life in Tokyo est une chanson du groupe britannique Japan, sorti en 1979.

## Genèse
Fruit de la collaboration entre le groupe et le producteur Giorgio Moroder, qui a également co-écrit la chanson avec le chanteur et leader du groupe David Sylvian, elle a marqué un changement de direction par rapport au son précédent du groupe, passant du glam rock à la new wave. Le style musical est en ligne direct avec le style disco électronique de Moroder, déjà utilisé sur les albums de Donna Summer, Munich Machine et sur son propre album From Here to Eternity en 1977. Le synthétiseur en arpège qui est la marque de fabrique de Moroder peut être entendu tout au long de la piste.

## Sortie et accueil
Life in Tokyo sort en single le 13 avril 1979,  mais n'obtient pas de succès commercial, ne parvenant pas à se classer aux charts britanniques. Profitant du succès commercial modéré de Gentlemen Take Polaroids, paru chez Virgin, nouveau label du groupe, Hansa réédite le single fin avril 1981  mais avec European Son en face B, et qui figurera sur le best-of Assemblage, mais échoue une nouvelle fois à percer dans les charts.
Life in Tokyo connaît une nouvelle sortie en single alors que Japan connaît un succès avec l'album Tin Drum et en particulier avec le single Ghosts, qui se hisse à la cinquième place du UK Singles Chart. La version de cette nouvelle réédition est une version remixée par Steve Nye, dont la sortie est soutenue par le groupe et Sylvian coordonne la conception de la pochette. Cette fois-ci, Life in Tokyo connaît un certain succès  dans les charts avec une vingt-huitième place au Royaume-Uni.

## Liste des titres

### Premier pressage (1979)
| 7": Ariola Hansa / AHA 540 (1979, UK), 1. "Life in Tokyo" (Short Version) – 3:30 2. "Life in Tokyo" (Part 2) – 3:29 7" Ariola America / 7756 (1979, US) 1. "Life in Tokyo" – 3:30 2. "Love Is Infectious" – 4:09 | 12": Ariola Hansa / AHAD 540 (1979, UK) 1. "Life in Tokyo" (Long Version) – 7:05 2. "Life in Tokyo" (Short Version) – 3:30 12": Ariola America / AR 9019 (1979, US) 1. "Life in Tokyo" (Long Version) – 7:05 2. "Love Is Infectious" – 4:09 |

### Second pressage (1981)
| 7": Hansa / HANSA 4 (1981, UK) 1. "Life in Tokyo" – 3:30 2. "European Son" – 3:37 | 12": Hansa / HANSA 12-4 (1981, UK) 1. "Life in Tokyo" (Extended Version) – 7:05 2. "European Son" (Extended) – 5:00 |

### Troisième pressage (1982)
| 7": Hansa / HANSA 17 (1982, UK) 1. "Life in Tokyo" (Special Remix) – 3:59 2. "Life in Tokyo" (Theme) – 3:53 | 12": Hansa / HANSA 12-17 (1982, UK) 1. "Life in Tokyo" (Extended Remix) – 7:05 2. "Life in Tokyo" (Theme) – 3:53 |

## Classements hebdomadaires
| Classement (1982)              | Meilleure place |
| ------------------------------ | --------------- |
| Royaume-Uni (UK Singles Chart) | 28              |
| Irlande (IRMA)                 | 26              |